# Robert Tosik
Robert Tosik (rok ur. 1975 w Warszawie) – medalista mistrzostw Polski w kick-boxingu. Reprezentant Polski w latach 1995 – 1997. Trenerzy: J. Urbańczyk, A. Palacz. Ukończył studia na Uniwersytecie Warszawskim uzyskując tytuł magistra.
Kariera amatorska:
- III miejsce MP w K-B Light Contact seniorzy (1994),
- III miejsce MP w K-B Full Contact seniorzy (1995),
- I miejsce TY-GA Karate-Kick-Boxing Full Contact (1995),